# Alegeri locale în Chișinău, 2011

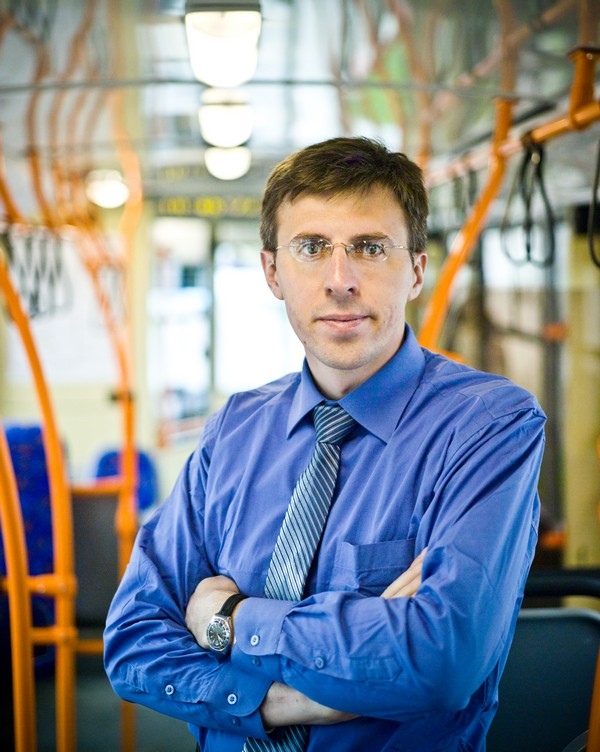
Dorin Chirtoacă a fost reales în calitate de primar în urma acestor alegeri

Alegerile locale din Chișinău din anul 2011 au avut loc în două tururi, pe 5 iunie (I tur) și pe 19 iunie (al II-lea tur). În urma celui de-al doilea tur, în calitate de primar pentru al doilea mandat (2011–15), a fost reales candidatul liberalilor, Dorin Chirtoacă.

## Rezultate

### I tur
| #   | Candidat           | Partid                                      | Voturi  | %     |
| --- | ------------------ | ------------------------------------------- | ------- | ----- |
| 1.  | Sergiu Coropceanu  | Partidul Social Democrat                    | 1,336   | 0.39  |
| 2.  | Radu Bușilă        | Partidul Popular Creștin Democrat           | 1,258   | 0.36  |
| 3.  | Oleg Onișcenco     | „Casa Noastră – Moldova”                    | 818     | 0.24  |
| 4.  | Igor Dodon         | Partidul Comuniștilor din Republica Moldova | 166,232 | 48.07 |
| 5.  | Valerii Klimenco   | Mișcarea social-politică Ravnopravie        | 768     | 0.22  |
| 6.  | Vitalia Pavlicenco | Partidul Național Liberal                   | 706     | 0.20  |
| 7.  | Maia Laguta        | „Patrioții Moldovei”                        | 699     | 0.20  |
| 8.  | Valentina Buliga   | Partidul Democrat                           | 8,848   | 2.56  |
| 9.  | Valeriu Pleșca     | „Forța a treia”                             | 493     | 0.14  |
| 10. | Mihail Manoli      | Partidul Popular Democrat                   | 388     | 0.11  |
| 11. | Marcel Darie       | Partidul Legii și Dreptății                 | 588     | 0.17  |
| 12. | Dorin Chirtoacă    | Partidul Liberal                            | 160,827 | 46.51 |
| 13. | Mihai Godea        | independent                                 | 2,840   | 0.82  |
| #   | Total              | (rata de participare – 57.02%)              | 352,523 | 100   |
|     |                    | Voturi valide                               | 345,801 | 98.09 |
|     |                    | Voturi invalide                             | 6,722   | 1.81  |

- Notă: Listă conform ordinii în care s-au înscris candidații[1]

### Al II-lea tur
| #  | Candidat        | Partid                                      | Voturi  | %     |
| -- | --------------- | ------------------------------------------- | ------- | ----- |
| 1. | Igor Dodon      | Partidul Comuniștilor din Republica Moldova | 182,494 | 49.40 |
| 2. | Dorin Chirtoacă | Partidul Liberal                            | 186,918 | 50.60 |
| #  | Total           | (rata de participare – 59.88%)              | 371,059 | 100   |
|    |                 | Voturi valide                               | 369,412 | 99.45 |
|    |                 | Voturi invalide                             | 1,647   | 0.45  |